# جورج كرشنشتاينر
جورج كرشنشتاينر (بالألمانية: Georg Kerschensteiner)‏ (29 يوليو 1854 في ميونخ - 15 يناير 1932 في ميونخ) هو بروفيسور ألماني. كان مديرا لمدارس عامة في ميونخ من 1895 إلى 1919 ثم أصبح بروفيسور في جامعة ميونخ عام 1920.

## روابط خارجية
- جورج كرشنشتاينر على موقع الموسوعة البريطانية (الإنجليزية)